# Юні мутанти черепашки ніндзя 3
«Черепашки-ніндзя III» (англ. Teenage Mutant Ninja Turtles III) — американський фільм 1993 року. Є непрямим сиквелом «Черепашки-ніндзя II: Таємниця смарагдового зілля».

## Сюжет
Ейпріл десь на розпродажі купила Сплінтеру старовинний японський скіпетр, та ще всяких інших подарунків для своїх друзів черепашок прикупила. Як з'ясувалося, цей скіпетр не просто звичайний антикваріат, а прообраз машини часу. Але він працює тільки в тому випадку, коли вага мандрівників у часі однакова з обох боків.
Так сталося, що скіпетр переніс Ейпріл у феодальну Японію. Услід за нею вирушили й черепашки, але біда, замість того, щоб потрапити до храму, де мав знаходитися скіпетр, вони опиняються посеред поля битви. У всій цій плутанині губиться Мікеланджело зі скіпетром. І тепер черепашкам потрібно не лише врятувати Ейпріл, а й повернути скіпетр. В наш час у цей момент теж зовсім не нудно.

## У ролях
| Актор                               | Роль         |
| ----------------------------------- | ------------ |
| Марк Казо / Браян Тотіхара (голос)  | Леонардо     |
| Мет Хілл / Тім Келехер (голос)      | Рафаель      |
| Джим Рапоза / Корі Фельдман (голос) | Донателло    |
| Девід Фрайзер / Роббі Ріст (голос)  | Мікеланджело |
| Пейдж Турко                         | Ейпріл О'Ніл |
| Еліас Котеас                        | Кейсі Джонс  |
| Джеймс Мюрей                        | Сплінтер     |
| Стюарт Вілсон                       | Вокер        |
| Саб Симоно                          | Норинага     |
| Вів'єн Ву                           | Міцу         |
| Генрі Хаясі                         | Кенсін       |

## Критика
Фільм зібрав украй негативні відгуки як серед критиків, так і серед фанатів. Згідно з рейтингом агрегатора рецензій Rotten Tomatoes, на основі 22 відгуків, 27 % відсотків глядачів назвали його «гнилим» і страшенно нудним та нецікавим. Як і в попередніх фільмах, цензури зазнала заборонена зброя Мікеланджело нунчаки. Через це персонажу було приділено мало екранного часу, не кажучи вже про те, що він практично не використав цю зброю у фільмі.
Особливо фільм розчарував відсутністю класичних лиходіїв з мультсеріалу та коміксів, таких як Шреддер, який у фіналі другого фільму став Супер Шреддером і нібито загинув, або Кренг, чию появу фанати очікували побачити у третій частині. Натомість головними антагоністами фільму стали два абсолютно неоригінальні персонажі, які не володіли здібностями або чимось, що могло зацікавити фанатів. Джеймс Берардинеллі дав фільму одну зірку з чотирьох, заявивши, що "Дорослим, які супроводжують дітей на цей фільм, доведеться вигадати кілька нових і цікавих способів для сну. Мало того, що цей фільм був розрахований на маленьких дітей, сценарій, швидше за все, був написаний ними ж. TV Guide дав цьому фільму дві зірки з чотирьох, критикуючи персонажів та сюжет фільму загалом .
Попри оцінки критиків, касові збори фільму були значними .

## Реліз
Фільм був виданий на DVD з 1 по 3 вересня 2002 року, де містив незначні особливості та інтерактивне меню.

## Скасоване продовження
З 1995 по 1997 роки Кевін Істмен працював над четвертим фільмом франшизи, який мав називатися або Черепашки-ніндзя 4: Нова мутація, або Черепашки-ніндзя 4: Повернення клану Фут. У 2012 році Heritage Auctions опублікувала концепт-арти, що зображують п'яту Черепаху Кірбі, а також інших персонажів в особі Фенга, Шреддера, Спайдера, Нано Спайдера, Супер Шреддера, Кейсі, Телбота, Лоусона, Багмена і Злий Ей. Пітер Лерд опублікував концепт-арт Черепах і Сплінтера у своєму блозі. За задумом фільму, Черепашки-ніндзя і Сплінтер зазнали вторинної мутації через те, що мутаген, що знаходиться в їхній крові, з роками привів до зміни зовнішнього вигляду героїв, а також дарував їм нові здібності. Крім того, у фільмі мав повернутися Шреддер, який відновлює авторитет клану Фут.